# KNM Utstein (1991)
Pour les autres navires du même nom, voir KNM Utstein.
Le KNM Utstein (numéro de coque : S302) est un sous-marin de classe Ula de la marine royale norvégienne.

## Fabrication
Le navire a été commandé le 30 septembre 1982 à Thyssen Nordseewerke à Emden, où la quille a été posée le 6 décembre 1989. Il a été lancé le 25 avril 1991 et achevé le 14 novembre 1991.

## Service
Le KNM Utstein a participé en octobre 2014 à l’exercice Joint Warrior 142 et, en mars 2017, à l’exercice Joint Warrior 17-1